# 福建冬青
福建冬青（学名：Ilex fukienensis）为冬青科冬青属的植物，是中国的特有植物。分布在中国大陆的福建等地，生长于海拔650米至900米的地区，多生于山地丛林以及林中，目前已由人工引种栽培。

## 异名
- Ilex fukienensis S. Y. Hu f. puberula Tseng